# Knoist un sine dre Sühne
Knoist un sine dre Sühne (Knoist und seine drei Söhne) ist ein Schwank (ATU 1965). Er steht in den Kinder- und Hausmärchen der Brüder Grimm an Stelle 138 (KHM 138).

## Inhalt
Knoist hat einen blinden, einen lahmen und einen nackten Sohn. Der Blinde schießt einen Hasen, der Lahme fängt ihn und der Nackte steckt ihn ein. Auf einem großen Wasser rinnt ein Schiff, eines sinkt und eines hat keinen Boden, in das gehen sie. In einer Kapelle in einem Baum in einem Wald teilen ein hagebüchener Küster und ein buchsbaumener Pastor Weihwasser mit Knüppeln aus. Der Text endet mit dem Reim: „Selig ist der Mann, der dem Weihwasser entlaufen kann.“

## Grimms Anmerkung

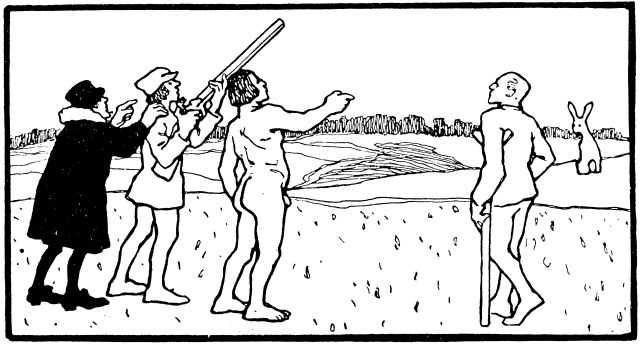
Illustration von Otto Ubbelohde, 1909

Die Anmerkung notiert „Aus dem Sauerland“ (über August von Haxthausen von seiner Schwester in Gevelingen). Werrel ist Werl, Soist ist Soest. Es werde mit ganz langen Silben erzählt, auch als Rätsel mit der Auflösung ‚eine Lüge‘. In einer Variante (auch August von Haxthausen) teilen der „böcken Pastor“ und der „hageböcken Köster“ das Weihwasser aus. Im Schiff ohne Boden ersäuft der eine, der zweite ertrinkt, der dritte kommt gar nicht wieder raus. Grimms vergleichen noch Literaturstellen zu einem „Lügenmärchen von den Wachteln“.
Vgl. KHM 158 Das Märchen vom Schlauraffenland, KHM 159 Das Dietmarsische Lügenmärchen. Vgl. Das Märchen vom wahren Lügner in Ludwig Bechsteins Deutsches Märchenbuch von 1845, Odenwälder Lügenmärchen in Johann Wilhelm Wolfs Deutsche Hausmärchen, 1851.
Der Schlusssatz „Selig ist der Mann“ parodiert Röm 4,8  oder Jak 1,12 . Hans-Jörg Uther stellt fest, dass diese Lügengeschichte die Behinderung der Söhne zur Absurditätskomik nutzt, aber nicht zur Diskriminierung, womit sie hier eher zu Märchen als zu Schwänken passt. Die Nennung der Orte (Werl ist Wallfahrtsort) und der Schlusssatz lassen erahnen, dass es sich um eine Parodie auf Wallfahrtsgeschehen und Wunderglauben handelt. Den Hinweis auf die singende Erzählweise übernahmen die Brüder Grimm von August von Haxthausen. Solche Lügengeschichten gibt es seit der Antike, den Typ der Hasenjagd dreier untauglicher seit dem Spätmittelalter, z. B. in dem imaginären Reisebericht Finckenritter (um 1560), den die Brüder Grimm besaßen.